# Quzika
Quzika (kinesiska: 曲孜卡, 曲孜卡乡) är en socken i Kina. Den ligger i den autonoma regionen Tibet, i den sydvästra delen av landet, omkring 730 kilometer öster om regionhuvudstaden Lhasa. Antalet invånare är 3707. Befolkningen består av 1 807 kvinnor och 1 900 män. Barn under 15 år utgör 24,0 %, vuxna 15-64 år 68 %, och äldre över 65 år 6,0 %.
Genomsnittlig årsnederbörd är 528 millimeter. Den regnigaste månaden är juli, med i genomsnitt 170 mm nederbörd, och den torraste är november, med 1 mm nederbörd.